# Phylloscartes nigrifrons
Phylloscartes nigrifrons là một loài chim trong họ Tyrannidae.